# NGC 3376
NGC 3376 este o galaxie lenticulară situată în constelația Sextantul. A fost descoperită în 19 februarie 1863 de către Heinrich Louis d'Arrest.